# Sean Patrick Flanery
Sean Patrick Flanery, född 11 oktober 1965 i Lake Charles, Louisiana, är en amerikansk skådespelare. 
Han föddes i Lake Charles i Louisiana men växte upp i Houston, Texas.

## Filmografi
- 2010 - Saw 3D
- 2009 - The Boondock Saints 2 - All saints day
- 2003 - The Gunman
- 2002-2007- Dead zone (serie)
- 2002 - Con Express
- 2002 - D-Tox
- 2002 - Kiss the Bride
- 2000 - Run the Wild Fields
- 1999 - The Boondock Saints
- 1997 - Suicide Kings
- 1995 - Powder
- 1994 - Guinevere (TV)
- 1992 - Indiana Jones äventyr (Serie)

### Fotnoter
1. ↑  SNAC, SNAC Ark-ID: w61g1gvb, läs online, läst: 9 oktober 2017.[källa från Wikidata]
2. ↑  Discogs, Discogs artist-ID: 2783897, läst: 9 oktober 2017.[källa från Wikidata]
3. 1 2  Internet Movie Database, IMDb-ID: nm0001218co0047972.[källa från Wikidata]